# Caso Funeraria
El caso Funeraria es un presunto escándalo de corrupción relacionado con la gestión de la Empresa Funeraria Municipal del ayuntamiento de Palma de Mallorca.

## Precedentes
El 26 de enero de 2009, el Diario de Mallorca publicó una noticia que atribuía a dos altos responsables de la Empresa Funeraria Municipal (EFM) de Palma de Mallorca haber facturado a nombre de ésta gastos de viajes de sus familiares. Se trataba de Óscar Collado, quien había ocupado diversos cargos desde hacía veinte años, entre ellos el de gerente de la entidad, y de Marina Sans, concejal del Partido Popular y presidenta de la EFM entre 2003 y 2007. El mismo día que el escándalo salió a la luz, Collado devolvió 5.183,50 euros, según Andreu Alcover, teniente de alcalde de Hacienda y vicepresidente de la funeraria, correspondientes a la mitad de una factura de un viaje de su esposa, Francisca Moll, en Chicago en 2005. Sans, posteriormente, también devolvió 6.833,93 euros de nueve viajes facturados a la empresa. A raíz de estos hechos, Collado fue prejubilado en marzo de 2009.

## Primeras actuaciones
El pago de las facturas irregulares mencionadas hizo que el ayuntamiento de Palma detectase otras anomalías y las comunicase a la Fiscalía Anticorrupción de las Islas Baleares, que el 11 de junio de 2009 ordenó la detención de Collado y el registro de su domicilio. Se le acusaba de apropiarse de los fondos de la empresa, incluso de lucrarse con la venta de tumbas o de haber gastado cerca de un millón de euros en baúles. Al parecer, Óscar Collado podría haber aumentado el precio de las tumbas que se vendían para luego quedarse con la diferencia.
Igualmente, la Fiscalía sospechaba de la subcontratación de las obras que se hacían para la EFM, que a menudo se adjudicaban la empresa del constructor Juan Perelló. Esto derivaría de la existencia de facturas falsas o manipuladas muy sospechosas, porque algunas de estas se habrían expedido en concepto de obras que ni siquiera llegaban a hacer, como es el caso del aparcamiento del cementerio de Sant Jordi por casi dos millones, la mejora de Son Valentí (el presupuesto de la cual creció de manera desmesurada), del cementerio musulmán de Palma que nunca se ejecutó, o la reforma del Instituto Anatómico Forense.
El exempleado de la Empresa Funeraria Municipal (EFM) y militante del PP, Alejandro Jurado, todavía tiene en su poder archivos con documentación de su antigua empresa. Según fuentes de la funeraria, el 30 de mayo de 2008, un día antes de la finalización del contrato que le unía laboralmente a la empresa pública, Alejandro Jurado descargó del ordenador personal que utilizó en sus dos años y medio de trabajo en la EFM un total de 643 archivos. Sin embargo, el fiscal no consideró que los hechos constituyeran delito porque, tal como se comprobó con posterioridad, no hubo "daño informático" ya que la empresa pudo recuperar los archivos de la copia de seguridad sin problemas.
El magistrado del juzgado de instrucción núm. 11 de Palma de Mallorca, Manuel Penal, dispuso el 13 de junio prisión incondicional para Óscar Collado, imputado por los delitos de prevaricación, soborno fraude a la administración pública, malversación de caudales y falsedad documental.
Un día después, también fueron detenidos el constructor Juan Perelló y un abogado presuntamente vinculado al caso que responde a las iniciales de A.D.H.B. El constructor y el letrado quedaron en libertad con cargos tras ser interrogados.
El 15 de junio de 2009, la prensa local, publicó que la reforma de la vivienda de José Carlos Tous, exconcejal del PP fallecido en el año 2006, la había financiado la EFM cuando éste era el gerente y Collado el director. Al final se demostró que este dato era falso.
El actual portavoz del PP en el ayuntamiento de Palma, Rafael Durán, fue citado a declarar como testigo para explicar en qué circunstancias se produjo la compra por parte de sus padres de dos tumbas en el cementerio municipal de Palma.